# Rio Borviz
O Rio Borviz é um rio da Romênia afluente do Rio Olt, localizado no distrito de Covasna.